# Battaglia di San Fermo
La battaglia di San Fermo ebbe luogo il 27 maggio 1859, quando Giuseppe Garibaldi, al comando dei Cacciatori, respinse le posizioni avanzate austriache poste a difesa di Como, si fortificò e seppe respingere un contrattacco, inducendo il nemico a sgomberare la città.

## Premesse
Il 17 marzo 1859 Garibaldi assunse il comando dei Cacciatori. Si trattava di una brigata leggera, di circa 3 500 uomini, senza cannoni e senza cavalleria (ad esclusione degli esploratori), male armata ed equipaggiata, ma con l'uniforme dell'armata sarda, animata da forte spirito combattivo e guidata da ufficiali esperti, tutti reduci delle guerre del 1848-1849.

## Antefatti
Provenendo da Sesto Calende, Garibaldi aveva liberato Varese dopo aver affrontata e respinta, il 26 maggio 1859, la Brigata Rupprecht del tenente maresciallo Karl von Urban, uscita da Como ed ivi ritiratasi, con perdite, a seguito allo scontro ricordato come la battaglia di Varese.

## La marcia verso Como
Il 27 maggio i volontari prendevano la via di Como, ai tempi, la città più importante della Lombardia settentrionale e base degli austriaci. Due erano le strade a disposizione: quella meridionale, attraverso Malnate, Binago ed Olgiate entrava in Como da sud; quella settentrionale (ora chiamata “garibaldina”) da Malnate deviava a nord per Uggiate e attraverso Cavallasca accedeva in Como dalle colline che chiudono la città da ovest, per una stretta chiusa a nord dal confine svizzero (oggi noto come Passo di San Fermo).
Nell'incertezza, Urban aveva schierato le proprie forze fra San Fermo, a nord-ovest, e Civello, a sud-ovest, con avamposti sul fiume Lura, sei chilometri dalla parte di Varese e le riserve al centro dalle parti di Montano Lucino. Oltre alla Brigata Rupprecht, che aveva combattuto a Varese, Urban poteva schierare la Brigata Agustin, giunta, nel frattempo, di rinforzo.
Garibaldi prese ad avanzare da Varese, attraverso Malnate e Binago sino ad Olgiate, raggiunta verso le 11:00. Di lì lasciò sulla destra il 1º reggimento di Cosenz, dando ad intendere di voler passare a sud e deviò gli altri due a nord verso San Fermo attraverso Parè e Cavallasca, raggiunta verso le 15:00.

## L'agganciamento delle posizioni austriache
Giunto a Cavallasca, Garibaldi vi pose il proprio quartier generale ed incaricò dell'attacco Medici, comandante del 2º reggimento colà presente.
Di fronte aveva un avamposto austriaco, ben fortificato nell'oratorio del villaggio di San Fermo.
A Cavallasca il generale Medici decise di dare l'assalto su tre colonne: la prima colonna del capitano Cenni (una compagnia più i carabinieri genovesi) avrebbe dovuto svolgere un attacco di diversione sulla sinistra, la seconda colonna del capitano Carlo De Cristoforis, con un'altra compagnia, avrebbe condotto un attacco frontale, la terza colonna del capitano Vacchieri sulla destra, avrebbe dovuto minacciare la ritirata avversaria.

## L'assalto
La compagnia di De Cristoforis doveva partire al segnale della "fucilata" sparata dal gruppo Cenni, con un attacco di sorpresa, ma l'inizio prematuro del fuoco da parte di alcuni volontari (ovvero da alcuni austriaci, a seconda delle versioni) fece mancare l'effetto.
De Cristoforis, credendo che quei colpi di fucile fossero il segnale per partire all'attacco, alle 16:00 uscì allo scoperto sullo stradone e venne preso di mira dai nemici appostati sul campanile di San Fermo. Un forte fuoco di fucileria lo costrinse a ripararsi in una cascina, il casale Valdomo.
Allora Medici comandò alla sinistra di appoggiare l'attacco e comandò un'ulteriore compagnia sulla destra. Con i difensori presi da tre lati, le due compagnie di De Cristoforis ripartirono in un assalto alla baionetta.
La motivazione dei volontari doveva essere davvero grande se, colpito da una fucilata mortale il comandante De Cristoforis, essi proseguirono la corsa guidati dal tenente Guerzoni e conquistarono la posizione.

## Contrattacco e ripiegamento austriaco
Il ripiegamento austriaco venne inseguito, per un tratto, dalle truppe vittoriose. Allora Garibaldi ispezionò le strade verso la città (la Valfresca e Cardano) e venne a sapere da un contadino di Cavallasca, Agostino Marzorati, che tornava da Como, lo stanziamento delle truppe austriache in città. Erano circa duemila e, il contadino aggiunse, "stavano cuocendo le vivande".
Garibaldi fece allora occupare le alture verso Como in vista della città: nel tardo pomeriggio gli austriaci, finalmente informati degli avvenimenti, presero a risalire per Cardano e la Valfresca. Si tratta di strade ripide e dominate da una serie di scoscese montagnole: i garibaldini ben appostati li bersagliarono per poi a poco a poco scendere baionetta alla mano e rimandare gli assalitori giù per le colline.

## Esito dello scontro
Alle 21:30 Garibaldi entrava in città dall'allora Porta Sala, oggi Via Garibaldi, mentre gli austriaci uscivano da Porta Torre, e ripiegavano su Monza, lasciando bagagli, magazzini e prigionieri nelle mani dei Cacciatori. Urban, infatti, non poteva contare sulla fedeltà della popolazione (che appena undici anni prima si era resa protagonista delle Cinque Giornate di Como) e, da buon soldato regolare, desiderava ottenere cospicui rinforzi prima di riprendere Como e la più piccola Varese.
Occupata Como, Garibaldi richiamò le cinque compagnie da San Fermo e fece occupare Camerlata, al passo meridionale della città verso Monza e Milano, per garantirsi da eventuali contrattacchi.
Gli austriaci registrarono 68 morti e 264 feriti. I Cacciatori 13 morti (di cui 3 ufficiali: De Cristoforis, Pedotti e Cartellieri) e 60 feriti. Nessun garibaldino rimase prigioniero.

## Il ricordo
Nel 1911 il comune di Vergosa cambiò nome in San Fermo della Battaglia ed oggi, nel suo territorio comunale, vi sorge un piccolo obelisco di granito rosso, realizzato su disegno di Eugenio Linati, inaugurato il 27 maggio 1873. 

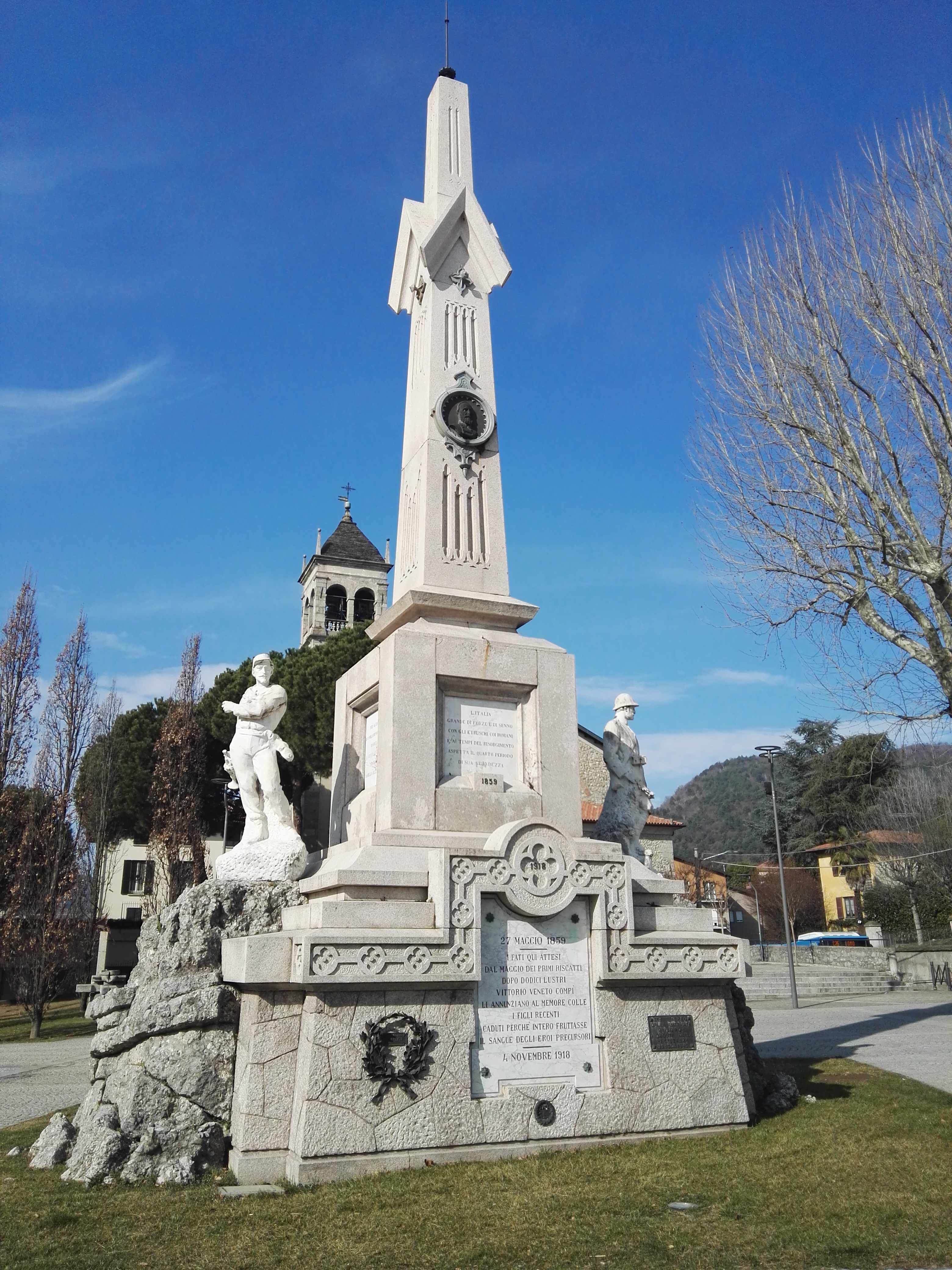
Monumento ai caduti

Nel punto in cui cadde il capitano De Cristoforis si trova, invece, un semplice cippo di marmo che riporta i nomi dei tredici Cacciatori caduti durante la battaglia.